# Modelo Knospe, Santen, Schadschneider, Schreckenberg
El modelo de Knospe, Santen, Schadschneider y Schreckenberg (K-S-S-S) es un modelo de flujo de tránsito vehicular con un autómata celular (AC) probabilístico basado en el modelo Nagel-Schreckenberg. Por ende, es un modelo de espacio y tiempo discretos, donde cada célula del autómata equivale ya sea a una parte de un vehículo en movimiento con cierta velocidad {\displaystyle v}, entre otras características, o a un espacio vacío de la avenida donde se encuentran las partes de los vehículos.
El modelo K-S-S-S modela autopistas de un carril (ya sea abiertas o en circuito) con vehículos homogéneos.
Creado en el año 2000 por los científicos Knospe, Santen, Schadschneider y Michael Schreckenberg, basándose en el modelo Na-Sch No Determinista básico, este modelo es denominado por los mismos autores "modelo realista", debido a que refleja de una manera mucho más real diversos fenómenos de una avenida, a diferencia del modelo Na-Sch.

## Modelo K-S-S-S

### Consideraciones
Igual que en el modelo Na-Sch, varios conceptos del mismo siguen aplicando para el modelo K-S-S-S, tal vez con ligeras modificaciones pero siempre reflejando las mismas realidades físicas.
La brecha {\displaystyle b} sigue siendo la distancia en células que separa un vehículo de su predecesor.
El modelo K-S-S-S se basa en la suposición de que todos los conductores tendrán una estrategia para conducir basada en los siguientes cuatro aspectos:
1. Para brechas largas, un vehículo irá lo más rápido que pueda, teniendo como máximo su límite {\displaystyle v_{max}}.
2. Para brechas intermedias, un vehículo reaccionará a los cambios de velocidad de su predecesor, esto a través de sus luces de freno, que se encienden cuando un vehículo reduce su velocidad por causa de pisar el pedal del freno del vehículo, y se apagan cuando este pedal se suelta.
3. Para brechas cortas, un vehículo se mantendrá a una distancia segura para evitar colisiones (siguiendo un esquema muy similar al del modelo Na-Sch).
4. Si el vehículo se encuentra en reposo (su velocidad es 0), e inmediatamente después de eventos de frenado, su tiempo de reacción para comenzar a acelerar puede verse alterado con cierta probabilidad.

Para diferenciar entre brechas largas, intermedias y cortas, se utiliza un concepto llamado horizonte de interacción. Un vehículo predecesor estará dentro del horizonte de interacción de otro que viene detrás de él, si sus luces de freno pueden influir en sus maniobras de frenado, es decir, si está lo suficientemente cerca como para que el vehículo que viene detrás sepa que debe reaccionar a sus luces de freno o de lo contrario se estrellaría con él.
Por otra parte, a diferencia del modelo Na-Sch donde los vehículos ocupan 1 única célula, en el modelo K-S-S-S todos los vehículos ocupan 5 celdas, es decir, la discretización del espacio es mucho más fina.

### Parámetros
- Igual que en el modelo Na-Sch, cada vehículo tiene asociada una posición {\displaystyle x} en la autopista. Al ser un AC un espacio discreto, cada célula equivale a una parte de un vehículo o a una célula vacía. Por convención, la posición es creciente, a partir de un índice 0. Se puede denotar la posición de cada célula para un vehículo dado {\displaystyle k} como {\displaystyle k_{1},k_{2},k_{3},k_{4}} y {\displaystyle k_{5}}
- Cada vehículo tiene una velocidad {\displaystyle v} asociada, que es un valor entero, tal que: {\displaystyle v\in \{0,1,\ldots ,v_{max}\}}.
- {\displaystyle v_{max}} es la máxima velocidad que puede alcanzar cualquiera de los vehículos.
- Cada venículo además indica el estado de sus luces de freno a través de {\displaystyle b_{k}}, un valor booleano para el vehículo {\displaystyle k}. Cuando {\displaystyle b_{k}} es verdadero, las luces están encendidas. Cuando es falso, están apagadas.
- {\displaystyle p} es la probabilidad de que un vehículo reduzca su velocidad aleatoriamente. En el modelo K-S-S-S, {\displaystyle p} puede tomar uno de tres valores, a saber:

1. {\displaystyle p_{0}} si el vehículo se encuentra detenido
2. {\displaystyle p_{b}} si las luces de freno del predecesor están encendidas y el predecesor se encuentra además dentro del horizonte de interacción del vehículo.
3. {\displaystyle p_{d}} en cualquier otro caso

- {\displaystyle b} se conoce como la brecha, que es la distancia en células que separa a un vehículo de su predecesor (el vehículo inmediatamente adelante de él). En este caso, puesto que los vehículos se componen de más de 1 célula, la brecha está definida por el número de células vacías entre la parte frontal del vehículo y la parte trasera de su predecesor.
- El concepto de "horizonte de interacción" conlleva mayor precisión matemática a la explicada anteriormente, y se relaciona con la velocidad del vehículo sucesor, su brecha (de acuerdo al modelo Na-Sch) con su predecesor y un parámetro del modelo conocido simplemente como {\displaystyle h}, el parámetro de la interacción.

Como en el modelo Na-Sch, debe aclararse que la velocidad está dada en células por unidad de tiempo, y al tratarse de un AC discreto, el tiempo corre en unidades, por lo que hablar de una velocidad {\displaystyle n} equivale a decir que un vehículo se moverá {\displaystyle n} células hacia adelante en un paso de tiempo.

### Reglas del modelo K-S-S-S
El modelo K-S-S-S consiste de 5 reglas (cuatro de ellas análogas a las del modelo Na-Sch) para modelar el comportamiento de un vehículo cualquiera en la autopista. Estas reglas se refieren al cálculo del parámetro aleatorio, a la aceleración, frenado y movimiento de los vehículos. En lo que sigue, {\displaystyle v_{i}} se refiere a la velocidad calculada luego de la regla {\displaystyle i}-ésima, por lo que {\displaystyle v_{3}} será la velocidad final del vehículo (la regla 4 no calcula una nueva velocidad, sino que mueve al vehículo de acuerdo con {\displaystyle v_{3}}).
- Regla 0.- Cálculo del parámetro aleatorio. {\displaystyle p=p{\big (}v(k,t),b_{k+1}{\big )}=p_{b}} si {\displaystyle b_{k+1}=}verdadero Y {\displaystyle (t_{h}<t_{s})}; {\displaystyle p_{0}} si {\displaystyle v(k,t)=0}; {\displaystyle p_{d}} en cualquier otro caso. Donde {\displaystyle t_{h}={\frac {d(k,t)}{v(k,t)}}} es el tiempo que le tomaría al vehículo en alcanzar a su predecesor y {\displaystyle t_{s}=min{\big (}v(k,t),h{\big )}} es el horizonte de interacción (la desigualdad {\displaystyle (t_{h}<t_{s})} indica entonces que el vehículo predecesor deberá estar dentro del horizonte de interacción del vehículo para cumplirse). En otras palabras, {\displaystyle p} será igual a {\displaystyle p_{b}} si el vehículo predecesor está dentro del horizonte de interacción del vehículo y además tiene sus luces de freno encendidas. Será {\displaystyle p_{0}} cuando la velocidad del vehículo sea 0. Será {\displaystyle p_{d}} en cualquier otro caso.
- Regla 1.- Aceleración. Si {\displaystyle {\big (}(b_{k+1}=}falso{\displaystyle )} Y {\displaystyle (b_{k}=}falso{\displaystyle ){\big )}} O {\displaystyle (t_{h}>=t_{s})} entonces {\displaystyle v_{1}=min(v_{0}+1,v_{max})}. Es decir, siempre y cuando el predecesor no esté dentro del horizonte de interacción del vehículo (la desigualdad {\displaystyle t_{h}>=t_{s}}), o en su defecto que las luces de freno tanto del predecesor como del vehículo estén apagadas, y si aún no se llega a la velocidad máxima, acelerar en una unidad.
- Regla 2.- Frenado por la interacción con otros vehículos. {\displaystyle v_{2}=min(v_{1},b_{ef})}, además si {\displaystyle v_{2}<v_{0}} entonces {\displaystyle b_{k}=}verdadero. Es decir, la velocidad será igual al mínimo entre la velocidad calculada en la regla 1 y la brecha efectiva¹ con el predecesor. Esto evitará que el vehículo golpee al predecesor. Si la nueva velocidad es menor que la original, se encienden además sus luces de freno.
- Regla 3.- Frenado aleatorio. Con probabilidad {\displaystyle p}, {\displaystyle v_{3}=max(v_{2}-1,0)}, además si {\displaystyle p=p_{b}} entonces {\displaystyle b_{k}=}verdadero. Es decir, con probabilidad {\displaystyle p}, si el vehículo aún no está completamente detenido, su velocidad (la calculada en la regla 2) se reduce en una unidad. Si la probabilidad por la que fue reducida la velocidad es igual a {\displaystyle p_{b}}, entonces además se encienden las luces de freno.
- Regla 4.- Movimiento. {\displaystyle x=x+v_{3}}. Es decir, se actualiza la posición del vehículo con su nueva velocidad {\displaystyle v_{3}} (la calculada en la regla 3).

¹Nótese como al contrario del modelo Na-Sch, en este caso no se usa directamente la brecha {\displaystyle b} para la regla 2, sino que se usa un valor llamado la brecha efectiva {\displaystyle b_{ef}}. Esto se debe a que el modelo K-S-S-S también incluye factores anticipativos, como se muestra a continuación: {\displaystyle b_{ef}=b+max(v^{anti}(k+1)-b_{s},0)}, donde {\displaystyle b_{s}} es el parámetro de la brecha de seguridad, cuyo valor determinará la imposibilidad de accidentes vehiculares (igual que el modelo Na-Sch, el modelo K-S-S-S no modela accidentes). {\displaystyle v^{anti}(k+1)} es la velocidad anticipada del vehículo {\displaystyle k+1} para el siguiente tiempo y es {\displaystyle v^{anti}(k+1)=min{\big (}b(k+1,t),v(k+1,t){\big )}}, es decir se anticipa que el vehículo predecesor tendrá una determinada velocidad en función de su velocidad actual y de su brecha actual con su propio predecesor ({\displaystyle k+2}). Como puede observarse, la velocidad anticipada asume que el vehículo predecesor se moverá al menos como lo haría en el modelo Na-Sch (usando directamente la brecha con su predecesor y su propia velocidad)

### Autómata celular
Al tratarse de un AC, debe recordarse que estas reglas se aplican a todos los vehículos de manera homogénea y en paralelo (al mismo tiempo).
El AC del modelo Na-Sch tendrá una látice unidimensional, con {\displaystyle L} células. Las vecindades están dadas por las distancias entre los vehículos y sus predecesores (las brechas tomadas a partir de la parte frontal de cada vehículo y la parte trasera de sus predecesores). Los estados posibles de un vehículo son los enteros entre 0 y {\displaystyle v_{max}}. La función de transición del AC está dada por las 5 reglas del modelo K-S-S-S.
El modelo K-S-S-S puede utilizar un AC con condiciones de frontera ya sea 'periódicas' (con lo que la autopista se visualiza como un circuito cerrado donde el número de vehículos {\displaystyle N} se conserva) o 'abiertas' (donde los vehículos entran por un extremo y salen por el otro, el número de vehículos puede variar en este caso).

### Modelación de la realidad
De acuerdo a los autores del modelo, un AC que modele tráfico vehicular en una autopista con las reglas anteriores servirá para modelar en la realidad una autopista con las siguientes características:
- Vehículos de 7,5 m de longitud (que equivalen al tamaño promedio de los vehículos más su distancia con sus predecesores (las brechas) en un congestionamiento).
- Por lo tanto, como cada vehículo se compone de 5 células, las células equivalen a 1,5 m de longitud.
- Unidades de tiempo de ~1 s, para {\displaystyle v_{max}=20}.
- Como los vehículos tienen velocidades que son múltiplos de 1 celda/s, esto corresponde con 5,4 km/h. Por lo tanto, si {\displaystyle v_{max}=20}, esto corresponde con 108 km/h
- Además, esto conlleva una aceleración de aproximadamente 1m/s², lo cual puede considerarse como confortable.
- Para que todo esto se cumpla, los parámetros llevan los siguientes valores: {\displaystyle h=6}s (que da un horizonte de interacción máxima, viajando con velocidad {\displaystyle v_{max}=20}, de 180 m); {\displaystyle b_{s}=7}, para evitar colisiones; {\displaystyle p_{0}=0,5}, {\displaystyle p_{b}=0,94} y {\displaystyle p_{d}=0,1}